# Lamasón
Lamasón är en kommun i Spanien. Den ligger i den autonoma regionen Kantabrien i norra delen av landet, 300 km norr om huvudstaden Madrid. Antalet invånare är 246 (2024). Arean är 70,52 kvadratkilometer. Lamasón gränsar till Herrerías, Rionansa, Cabezón de Liébana, Cillorigo de Liébana, Peñarrubia och Peñamellera Baja. 